# Gaston Tremblay (écrivain)
Pour les articles homonymes, voir Tremblay et Gaston Tremblay (homonymie).
Gaston Tremblay, né le 30 août 1949 à Sturgeon Falls, maintenant Nipissing Ouest (Ontario, Canada), est un éditeur et écrivain franco-ontarien.

## Biographie
Dans sa jeunesse, Gaston Tremblay est  draveur, pileur de planches et mineur. Il est diplômé en gestion d'organismes culturels de l'École des Hautes études commerciales à Montréal (Québec) et en études littéraires de l’Université du Québec à Montréal. Au début des années 1970, au sein de la Coopérative des artistes du Nouvel-Ontario à Sudbury, un groupe de jeunes désirant créer une culture et une littérature spécifiques aux Franco-Ontariens. La troupe comprend des auteurs et artistes comme Robert Paquette, Pierre Bélanger et André Paiement. Avec ses pairs, il participe à la rédaction du recueil collectif de poésie Lignes-Signes. Après une rencontre avec la poète québécois Gaston Miron, il fonde en 1973 les Éditions Prise de parole, dont la première publication est Lignes-Signes. Il écrit plusieurs poèmes En attendant et Souvenances (1979). Il est directeur de Prise de parole de 1978 à 1988. Il est gestionnaire du Théâtre du Nouvel-Ontario et de la Nuit sur l'étang.
En 1988, Gaston Tremblay s'établit à Montréal. Il devient gestionnaire du Théâtre de la Veillée en 1990, et participe à la création de l'Agora de la danse de Montréal en 1991 et du théâtre du Monument-National à Montréal en 1993. 
Après sa carrière comme gestionnaire d'équipements culturels, il se consacre à l'écriture. Il enseigne les études françaises à l’Université Queen's de Kingston (Ontario). Il est membre de l'Association des auteurs franco-ontariens, de l'Union des écrivains québécois et de la Société du droit de reproduction des auteurs, compositeurs et éditeurs au Canada, et de la Société des auteurs, recherchistes, documentalistes et compositeurs.

## Thématique et esthétique
Dans Souvenances, Gaston Tremblay déplore la perte de l’être aimé. Le poète plonge son œuvre dans la nature du Nord de l'Ontario, avec l’hiver, la tempête de neige, la poudrerie. Le recueil de poèmes La Veuve rouge exploite également les thèmes de l’amour, de la passion et de la mort, en s’appuyant sur la métaphore de l’orme en hiver. L’œuvre dénote une certaine liberté et détachement face à la mort. Ainsi :
« Je ne porterai plus de noir
Je ne subirai plus son deuil
Je ne serai plus sa veuve ---- Gaston Tremblay, La Veuve rouge, 1986 »
Dans un texte intitulé « Prise de positions » publié dans la revue Rauque en 1984, Gaston Tremblay et Michel Dallaire appellent l’élargissement de la société et de la littérature franco-ontariennes à prendre sa place dans l’urbanité dans les grandes villes anglophones comme Ottawa et Toronto, par-delà les milieux ontarois jusque-là ruraux et essentiellement francophones.
Dans L'Écho de nos voix (2003), Gaston Tremblay décrit la littérature franco-ontarienne comme une littérature du vaccum. Dans sa revue de cette thèse, Johanne Melançon indique qu'« il pose que la littérature franco-ontarienne est née dans le vide institutionnel et idéologique, voire social du Nouvel-Ontario, créé par l'éclatement du Canada-Français (orthographe privilégié par G. Gervais) à la suite des états généraux de 1967-1969. De plus, cette littérature est identifiée au Nord, en particulier à Sudbury. Enfin, elle est devenue franco-ontarienne lorsque les autres régions, comme Ottawa, y ont adhéré. »  Si Melançon admet que « l'éclatement du « Canada-Français » suite aux états généraux », a pu déclencher au début des années soixante-dix, « par la force des choses, (...) une autonomisation de l'institution littéraire en Ontario français, qui ne sera plus canadienne-française mais franco-ontarienne », elle émet une réserve quant à « une création ex nihilo ? L'espace est peut-être pauvre, mais est-il vide? Peut-on faire table rase, par exemple, des institutions d'enseignement ou même des lieux d'édition qui existent à ce moment en Ontario? Tremblay choisit d'étudier la littérature franco-ontarienne « dans un vacuum » qu'il crée « en isolant l'Ontario français du Canada-Français et surtout du Québec », et souligne la dynamique particulière où l'on doit créer les institutions tout en créant les œuvres (...). Tremblay s'oppose ainsi à René Dionne ». Dans La littérature du vacuum : genèse de la littérature franco-ontarienne (2016), ouvrage mixant théorie littéraire, histoire et témoignages, Gaston Tremblay reprend sa thèse « à savoir que l’implosion du Canada français aurait créé un 
vacuum institutionnel à l’extérieur du Québec, vide qui expliquerait que la nouvelle garde franco-ontarienne se soit inscrite dans le courant contre-culturel nord-américain au lieu de  contester ou d’appuyer les nouvelles institutions », 
Le grand livre (2012) est une autofiction qui relate l'amitié de Gaston Tremblay et d'André Paiement, alors adolescents à fin des années 1960 dans le Nouvel-Ontario. Cette œuvre constitue un récit de la naissance de la nouvelle littérature franco-ontarienne à Sudbury. Cette presque autofiction chargée de vérité référentielle et émotionnelle, trahit l’ambiance et l’air du temps, et avec une résonance quasi musicale, les espoirs et doutes d’une adolescence provenant d'un milieu modeste mais en devenir.

## Œuvres
Poésie
- 1973 - Lignes-Signes, en collaboration, Éditions Prise de parole
- 1976 - En attendant, Prise de parole
- 1979 - Souvenances, Prise de parole
- 1986 - La veuve rouge, Prise de parole
- 2001 - Sur le lac clair, Prise de parole
- 2001 - L’autobus de la pluie, Prise de parole[15]
- 2016 - D’amour et de turbulence Prise de parole

L’été Indien
Roman
- 2001 - Le Nickel Strange, Éditions Trait d'union
- 2002 - Le langage des chiens, Prise de parole, nomination pour le prix du public de Radio-Canada
- 2012 - Le Grand livre, Prise de parole

Nouvelles
- 1995 - Souvenir de Daniel, Le Nordir

Essai
- 1996 - Prendre la parole : Le journal de bord du grand CANO, Le Nordir
- 2003 - L’Écho de nos voix, Prise de parole
- 2013 - Le recueil de Dorais
- 2016 - La littérature du vaccum, Prise de parole

## Prix et distinctions
- 2013 - Prix du Nouvel-Ontario